# Eduardo Caballero Calderón
Eduardo Caballero Calderón est un journaliste, romancier, essayiste, diplomate et homme politique colombien. Il naît le 6 mars 1910 à Bogota (Colombie) et meurt le 3 avril 1993 dans la même ville.

## Biographie
Eduardo Caballero Calderón naît le 6 mars 1910 à Bogota. Il est le fils du général Lucas Caballero Barrera et de María del Carmen Calderón. L'écrivain et journaliste Lucas Caballero Calderón, connu sous le pseudonyme Klim, est son frère.
Il fréquente l'école privée du Gimnasio Moderno. Son oncle Agustín Nieto Caballero en est l'un des fondateurs. Eduardo Caballero Calderón y crée la revue El Aguilucho, le journal étudiant le plus vieux d'Amérique latine.
Il étudie le droit à l'université Externado de Colombie. Mais il abandonne avant d'être diplômé.

### Carrière journalistique
En 1926, il rejoint le quotidien El Espectador où il publie El Sueño de los sueños.
Alors qu'il est correspondant, il sillonne l'Amérique du Sud. Les chroniques qu'il rédige contiennent déjà les thèmes qui seront abordés dans ses romans, notamment le métissage et la relation entre la campagne et la ville.
Il quitte El Espectador pour El Tiempo en 1938. Il y restera jusqu'en 1977.
Il signe ses chroniques sous le pseudonyme Swann, en hommage au personnage de Proust. Il devient par la suite directeur du supplément littéraire dominical proposé par le journal, notamment aux côtés d'Eduardo Carranza.
Dans les dernières années de sa vie, il écrit de nouveau pour El Espectador. 

### Carrière diplomatique
Eduardo Caballero Calderón remplit aussi des fonctions de diplomate. 
Dans les années 1930, il travaille pour le Ministère des Affaires étrangères. Entre mai 1939 et juillet 1941, il est affecté à l'ambassade de Colombie à Lima. Il est chargé d'affaires en Espagne de décembre 1946 à août 1948, puis ambassadeur auprès de l'UNESCO de décembre 1962 à décembre 1966. Il devient ambassadeur à l'Assemblée générale des Nations unies à Paris de 1968 à 1970.
Dans les années 1970, il met fin à sa carrière de diplomate pour se consacrer à l'écriture.

### Mandats politiques
Eduardo Caballero Calderón est le premier maire de Tipacoque, de 1969 à 1971. Il a passé beaucoup de temps dans cette petite ville, où se trouvait l'hacienda familiale. Cette dernière avait accueilli Simón Bolívar en 1826.
Il est député aux Assemblées de Boyacá et Cundinamarca.
Cette région est une source d'inspiration pour lui. C'est le décor de la plupart de ses récits.

### Vie personnelle
En 1939, Eduardo Caballero Calderón épouse Isabel Holguín Dávila avec laquelle il aura quatre enfants : María del Carmen (1942), le peintre Luis Caballero Holguín (1943), le journaliste Antonio Caballero Holguín (1945) et l'écrivaine Beatriz Caballero Holguín (1948).
Avec le décès de son épouse en 1980, sa relation avec sa fille cadette Beatriz se renforce. Cette dernière publie en 2004 un livre intitulé Papá y yo. Elle y raconte ses souvenirs, et y présente des photographies de famille.

### Décès
Il meurt le 3 avril 1993 à Bogota. À sa demande, ses cendres sont transférées à Tipacoque.

## Œuvre littéraire
Eduardo Caballero Calderón commence par publier des essais. Tipacoque (1941) plante la scène de la vie provinciale colombienne.
Admirateur des auteurs du Siècle d'or espagnol et influencé par la littérature espagnole, il propose sa lecture personnelle de Don Quichotte dans son Breviario de Quijote (1947).
Les premiers romans de Caballero Calderon sont marqués par La Violencia, guerre civile colombienne qui eut lieu de 1948 à 1960. Ces œuvres font alors partie de la tradition littéraire de la "Novela de la Violencia Colombiana" (Roman de la Violence Colombienne). La brutalité politique portée par l'opposition entre le parti libéral et le parti conservateur dans El Cristo de Espaldas (1950) illustre cela. Le roman, construit sur de nombreuses dichotomies, montre aussi le rôle joué par l'Église au sein du conflit. Il s'exprime à travers la dispute théologique entre le vieux et le jeune curé, représentant de la théologie de la libération. Siervo sin tierra (1954) ou Manuel Pancho (1962) participent de cette même tradition littéraire.
Le paysan aux prises avec un système qui le détruit est un personnage récurrent dans l'œuvre de Caballero Calderón : Siervo, Manuel Pacho, Marcos, Santos... Ces personnages sont dépendants d'une terre qui ne leur appartient pas. Siervo sin tierra dénonce les conditions de vie et l'exploitation qu'ils subissent.
En 1965, El buen salvajeremporte le Prix Nadal.
Avec ses Mémorisa infantiles (1964), il s'essaye à l'écriture autobiographique. 

### Essais
Tipacoque, estampas de provincia (1941)
Breviario del Quijote (1947)

### Romans
El arte de vivir sin soñar (1943)
El Cristo de espaldas (1950)
Siervo sin tierra (1954)
La penúltima hora (1960)
Manuel Pacho (1962)
El buen salvaje (1966)
Caín (1968)
Azote de sapo (1975)
Historia de dos hermanos (1977)

### Autobiographie
Memorias infantiles (1964)